# Becchi (azienda)
La Società per Azioni Becchi è stata un'azienda italiana produttrice di apparecchi per il riscaldamento e per la cottura, e di elettrodomestici. Fondata a Forlì nel 1858, fu rilevata dalla Zanussi di Pordenone nel 1967, e successivamente fusa per incorporazione nel Gruppo nel 1971.

## Storia
La Ditta Becchi fu fondata a Forlì nel 1858 su iniziativa del signor Pietro Becchi (1830-1906), un muratore che lavorava nella ditta del padre, e che fin dal 1850 si dedicava alla realizzazione delle stufe in cotto d'argilla. L'impresa registrò una crescita importante, e già nel 1866 la fabbrica, situata a Borgo Cotogni, produceva 120 modelli all'anno. Particolare successo ebbe la stufa a cassettoni, che nel 1889 ottenne 24 medaglie d'oro in varie esposizioni nazionali e internazionali. Quest'ultima produzione permise alla Becchi di conquistare non solo il mercato italiano, ma anche quelli esteri, in particolare Sudamerica e Paesi mediterranei.
Negli anni tra il 1900 e il 1910 l'azienda vinse 15 medaglie d'oro alle esposizioni di Londra, Parigi, Lione, Marsiglia, Bordeaux, Roma, Perugia e Foligno. Nel 1906, morì il fondatore dell'impresa, e la proprietà passò all'unica figlia Eleonora Becchi (1870-1938) e al di lei marito Carlo Mattioli Carpi (1856-1915), mentre la conduzione aziendale fu affidata al cavalier Ettore Benini, noto industriale forlivese. La gestione del Benini si concluse nel 1919, quando la conduzione dell'impresa, divenuta Ditta Eredi Pietro Becchi, fu assunta dai nipoti del fondatore, Giuseppe (1899-1969) e Pietro Mattioli Carpi (1900-1972).
Agli inizi degli anni trenta, l'azienda aveva assunto le caratteristiche di un'industria, dato che la produzione era passata dai 1.500 pezzi l'anno registrati nel 1906 a 20.000 pezzi l'anno. Fu avviata la produzione delle cucine economiche, che nel 1932 registrava una capacità annuale di 8.000 pezzi, passata a 24.000 nel 1935. Il numero di addetti passò dalle 300 unità del 1932 alle 600 del 1935, lo stabilimento raggiunse una superficie di 14.000 m², e fu dotato di uffici, di un ambulatorio, una palestra ed un dopolavoro. Le politiche autarchiche del regime fascista causarono una scarsa reperibilità delle materie prime impiegate per produrre le apparecchiature per la Becchi, che nel periodo 1938-39 registrò una flessione produttiva e occupazionale e fu costretta a riprendere la produzione delle stufe in cotto.
Il 12 gennaio 1940, l'azienda diventò una società per azioni, con la ragione sociale Società per Azioni Becchi e ne fu fissata la durata fino al 1960. Venne sottoscritto e versato un capitale di lire 3 milioni, costituito da 300 azioni, in mano a due soli azionisti: i fratelli Giuseppe e Pietro Mattioli Carpi, rispettivamente presidente del consiglio di amministrazione e consigliere delegato. La sede venne fissata a Forlì e si dichiarò che l'oggetto dell'attività sociale era costituito dalla costruzione e commercio di stufe in cotto, di cucine economiche per famiglie e comunità, oltre che di stufe in lamiera e ghisa, cucina a gas, articoli affini. Nel 1941, l'azienda romagnola registrò una significativa ripresa, grazie alla scelta autarchica adottata in quel periodo. Nel secondo dopoguerra, Becchi attuò una politica di diversificazione produttiva, arrivando a coprire anche la fabbricazione di frigoriferi, scaldabagni a gas elettrici e lavatrici. Nel 1960, furono aperti una succursale a Milano, un magazzino e smistamento merci a Torino, ed un deposito a Napoli.
Nel 1961, i fratelli Mattioli Carpi cedettero Becchi agli imprenditori Giulio Tamaro, Felice Riva e Bino Cicogna. Nel 1963, fu raggiunta una produzione di 25.000 cucine a legna e 55.000 cucine a gas, e venne inoltre impostata la produzione di caldaie a gas per il riscaldamento centralizzato. Nello stesso anno furono avviati i lavori per la costruzione del nuovo stabilimento nella frazione forlivese di Villanova (ultimato nel 1965) su di un'area di 150.000 m² (di cui 55.000 coperti), e la sede della società venne trasferita da Forlì a Milano. L'anno seguente, nel 1964, venne avviata la produzione di elettrodomestici con il marchio Electa (cucine e fornelli a gas, caloriferi a kerosene, stufe a gas, stufe a fuoco continuo, cucine economiche, frigoriferi e lavabiancheria).
Nel 1967, Becchi fu rilevata dalla Zanussi di Pordenone. L'anno seguente, nel 1968, la sede fu nuovamente spostata da Milano a Forlì, mentre il capitale sociale era aumentato fino ad 1,3 miliardi di lire. Il 31 luglio 1971, la Società denunciò la cessazione di ogni attività, in seguito alla fusione per incorporazione nel Gruppo friulano, che a sua volta, fu poi rilevato, nel 1984, dalla multinazionale svedese Electrolux.